# Morti nel 1138
| Questa pagina contiene informazioni ricavate automaticamente dalle voci biografiche con l'ausilio del template Bio e di un bot. L'aggiornamento è periodico e automatico e ricostruisce completamente la pagina. Se manca una persona in questa lista, sei pregato di non aggiungerla, ma accertati piuttosto che la sua voce biografica contenga il template Bio e che i dati anagrafici siano correttamente compilati. Se il template Bio manca, inseriscilo tu stesso o, in alternativa, metti l'avviso {{tmp\|Bio}} che ne segnala la mancanza. Se i dati riportati sono sbagliati, correggi direttamente la voce biografica; le modifiche saranno visibili in questa lista entro pochi giorni. Per chiarimenti vedi il progetto biografie. La lista contiene solo le 15 persone che sono citate nell'enciclopedia e per le quali è stato implementato correttamente il template Bio. Pagina aggiornata al 2 mag 2025. |

- 25 gennaio - Anacleto II, cardinale italiano
- 11 febbraio - Vsevolod di Pskov, principe russo (n. 1103)
- 19 febbraio - Irene Ducaena, imperatrice bizantina (n. 1063)
- 16 marzo - Tancredi d'Altavilla, politico normanno
- 11 maggio - Guglielmo di Warenne, II conte di Surrey, nobile britannico
- 27 maggio - Hadmar I di Kuenring, nobile austriaco
- 6 giugno - Al-Rashid, califfo (n. 1109)
- 22 agosto - Gospatric II di Lothian, nobile anglosassone
- 28 ottobre - Boleslao III di Polonia, duca polacca (n. 1086)
- Ibn Bajja, astronomo, filosofo e musicista arabo (n. 1095)
- Gerardo di Chiaravalle, religioso francese
- Ibn Khafaja, poeta arabo (n. 1058)
- Rodrigo Martínez, politico e militare spagnolo
- Pandolfo da Alatri, storico italiano
- Moses ibn Ezra, filosofo, linguista e poeta ebreo antico